# Dischidia sorsogonensis
Dischidia sorsogonensis är en oleanderväxtart som beskrevs av Adolph Daniel Edward Elmer. Dischidia sorsogonensis ingår i släktet Dischidia och familjen oleanderväxter. Inga underarter finns listade i Catalogue of Life.